# Svenska Turistföreningen

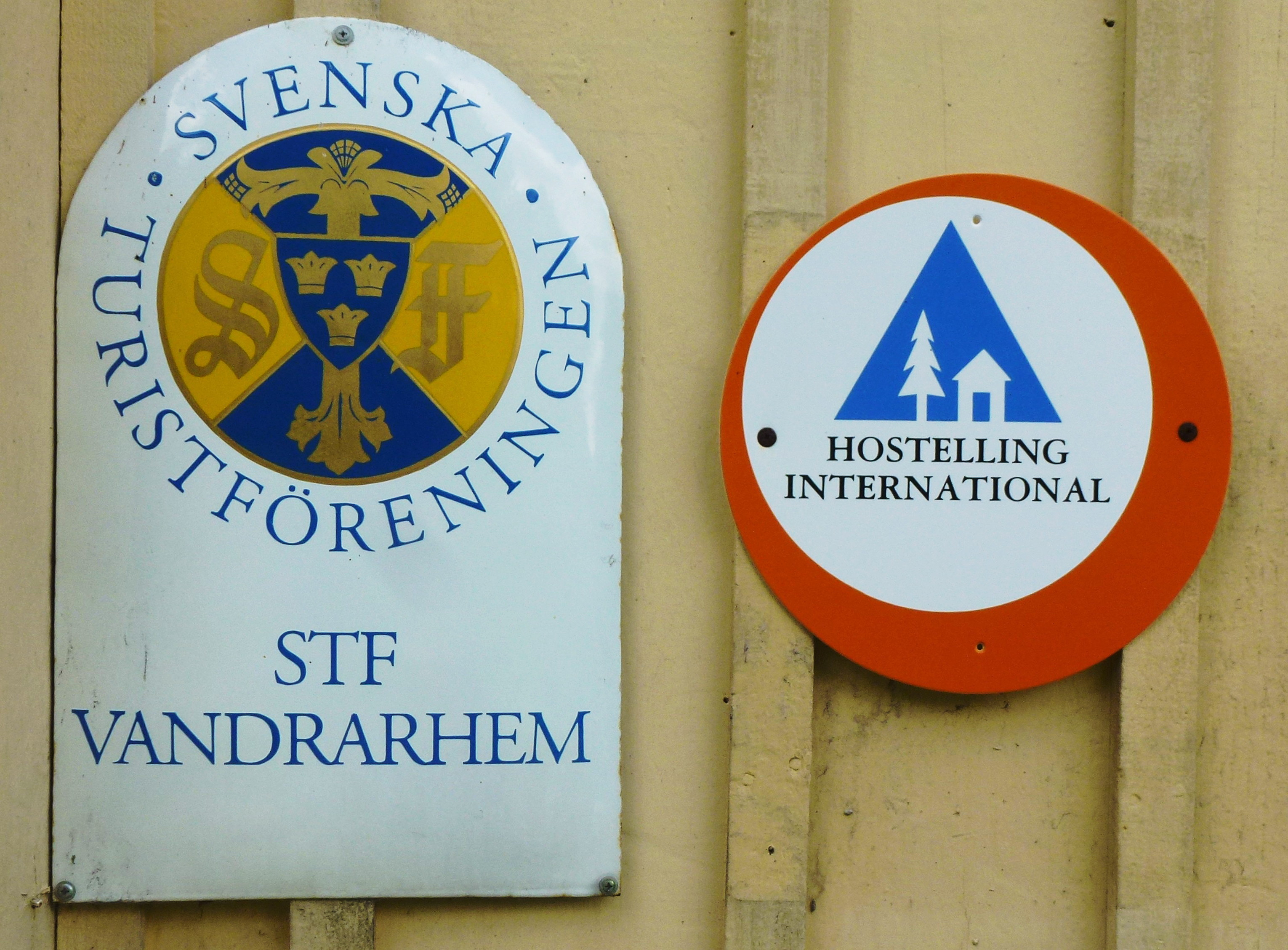
Schilder Svenska Turistföreningen und Hostelling International.

Svenska Turistföreningen (STF) ist ein schwedischer Wanderverein mit Sitz in Stockholm.
Der Verein wurde am 27. Februar 1885 von einer Gruppe Geologiestudenten aus Uppsala gegründet, um das Freiluftleben zu fördern, die Naturlandschaften und Bergregionen Lapplands touristisch zu erschließen und die Kenntnisse der Bevölkerung über das eigene Land zu mehren. Das Motto des Verbandes lautet: Känn ditt land, zu Deutsch: Lerne dein Land kennen.
STF legte deshalb Wanderwege an (Kungsleden) und erstellte in den nicht besiedelten Gebieten Hütten und fjällstationer (Bergstationen), in denen Wanderer übernachten und sich versorgen können. Insbesondere die fjällstationer haben sich zu touristischen Zentren entwickelt, von denen aus Tagesausflüge oder größere Touren gestartet werden können. In seinen Jahrbüchern werden Landschaften oder bestimmte Sachthemen aus der Kulturgeschichte, der Touristikgeschichte oder der Natur des Landes vorgestellt. STF publiziert außerdem eine regelmäßige Zeitschrift, „turist“, die Artikel über die schwedischen Naturlandschaften, Freizeitaktivitäten und Kultur enthält. Der STF war bis 2022 Mitglied des Internationalen Jugendherbergsverbandes. Er betreibt Jugendherbergen (schwedisch vandrarhem) in zahlreichen schwedischen Städten. Die Gebirgs- und Wanderhütten bieten einfache Unterkunft und sind mit Alpenvereinshütten in den Alpen vergleichbar.
Gegliedert ist der STF in 82 regionale und lokale Kreisverbände. Er hat etwa 260 Festangestellte sowie in der Hochsaison Sommer und Winter an die 400 Saisonangestellte. Des Weiteren arbeiten viele Jugendherbergsbetreiber in Eigenregie. Der STF hatte im Jahr 2009 etwa 293.000 Mitglieder und setzte etwa 217 Mio. SEK um (ca. 24 Mio. €).